# Henrique Belford Correia da Silva
Henrique Belford Correia da Silva (Lisboa, 2 de setembro de 1906 — Lisboa, 13 de maio de 1993), 2.º conde de Paço de Arcos, foi um poeta português que assinou a sua obra literária sob o pseudónimo de Anrique Paço d’Arcos. 

## Biografia
Publicou o seu primeiro livro, Versos sem Nome, em 1923, antes de perfazer dezassete anos. É também nesse ano que estabelece uma relação epistolar com Teixeira de Pascoaes que, apesar da diferença de idades, redundará numa profunda afeição mútua. A obra Uma Amizade – Cartas de Pascoaes a Anrique Paço d’Arcos (seleção e prefácio de Maria do Carmo Paço d’Arcos, ilustrações de John O’Connor, Vega, Lisboa, 1993) é reveladora das estreitas afinidades que ligaram os dois poetas. 
No texto autobiográfico que publicou no seu último livro Voz Nua e Descoberta, em 1981, sob o título Era Uma Vez um Poeta, Anrique Paço d’Arcos revela a génese da sua poesia: «Desde menino que, como toda a gente, fazia versos festejando os anos familiares, mas foi com a estada em Macau, para onde, aos doze anos, fui com três irmãos acompanhando os pais, que em mim terá despertado a chamada ‘veia’ poética.» Naquela cidade do Oriente, leu Clepsidra e conheceu intimamente o autor, Camilo Pessanha, que foi seu professor no liceu macaense. 
Por ocasião do centenário do seu nascimento, a Imprensa Nacional-Casa da Moeda reeditou as suas Poesias Completas (INCM - Biblioteca de Autores Portugueses, Lisboa, 2006) com capa e nove ilustrações originais da pintora Graça Morais.
Enquanto intérprete da obra do poeta, no prefácio de Poesias Completas António Cândido Franco refere: 
«Neste sentido, que é o da direção de um lirismo que cada vez mais sente a urgência da experiência dramática, um dos poemas mais significativos do livro […] é, na certeza do seu alto carácter, aquela ‘Elegia da Dor’ em que o poeta, para lá do significado elegíaco, próprio de toda a mais autêntica poesia portuguesa, seja a de Camões, a de Antero ou a de Pascoaes, desvela um poder antitético que depois se transforma superiormente na mais ousada e transfiguradora afirmação, a ponto de nos podermos intimamente interrogar se todo o sentimento elegíaco português, velado por uma deusa noturna, não tem em si um lado apolíneo, quase dionisíaco, que encontra o seu remate no hino e até no louvor de delírio e exaltação.
Sofrer… mas toda a vida é sofrimento,
Pois é dor afinal toda a alegria…
Da calma do ar se eleva a voz do vento,
Da própria noite nasce a branca luz do dia. 
[…]»
Em 2015 procedeu-se à doação da biblioteca do autor à Câmara Municipal de Cascais – Fundação D. Luís I, após o que foi criado o Auditório-Biblioteca Anrique Paço d’Arcos na Quinta de Santa Clara, Cascais.

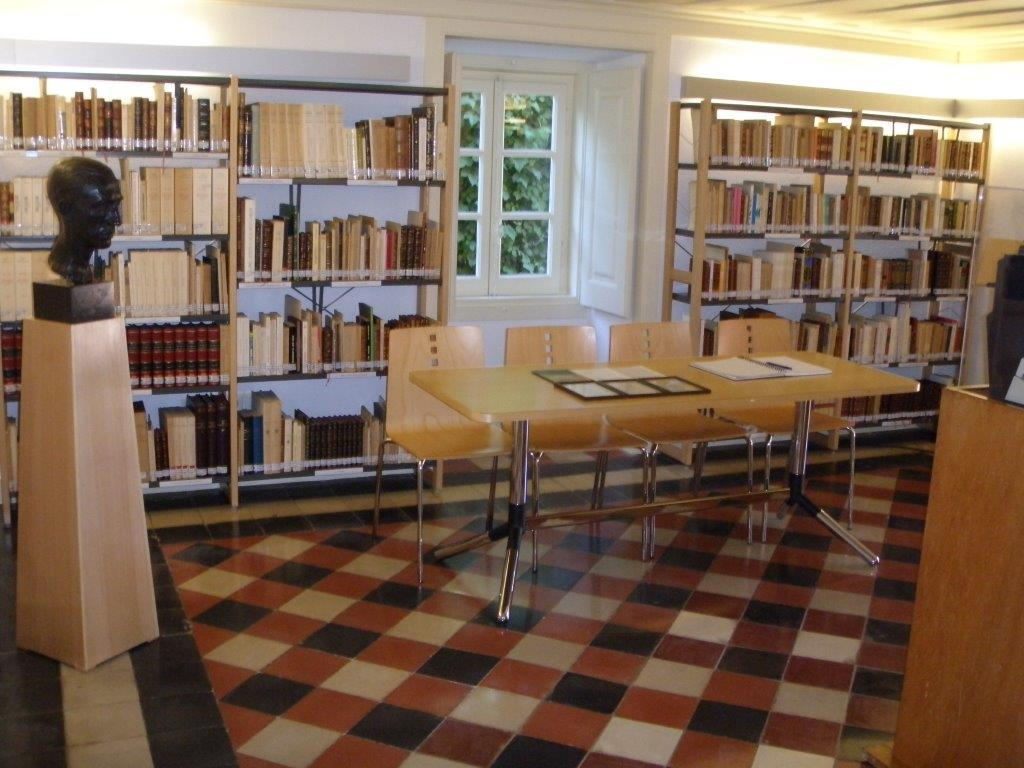
Auditório-Biblioteca Anrique Paço d'Arcos

O poeta foi irmão do romancista e dramaturgo Joaquim Paço d'Arcos (1908-1979).

## Obras publicadas
Entre outras é autor das seguintes obras:
- Versos Sem Nome (1923)
- Divina Tristeza (1925)
- Mors-Amor (1928)
- Peregrino da Noite (1931)
- Cidade Morta (1939)
- Estrada Sem Fim (1947)
- História de Jesus (1962)
- Círculos Concêntricos (1965)
- Voz Nua e Descoberta (1981)